# Волярка
Волярка (укр. Волярка) — село, относится к Окнянскому району Одесской области Украины.
Население по переписи 2001 года составляло 4 человека. Почтовый индекс — 66514. Телефонный код — 4861. Занимает площадь 0,16 км². Код КОАТУУ — 5123155101.

## Известные уроженцы
- Григурко, Иван Сергеевич (1942—1982) — украинский советский писатель.

## Местный совет
67900, Одесская обл., Окнянский р-н, пгт Окны, ул. Первомайская, 31